# ريكاردا لانج
ريكاردا لانج (بالألمانية: Ricarda Lang) (17 يناير 1994 في فيلدرشتات) هي سياسية ألمانية ونائبة في البوندستاج، تنتمي لحزب تحالف 90/الخضر. كانت سابقًا متحدثة لمنظمة شباب حزب الخضر، وهي تنتمي للجناح اليساري في الحزب. انتخبت في يناير 2022 رئيسة للحزب بالاشتراك مع أوميد نوريبور.

### النشأة والتعليم
نشأت لانغ على يد والدتها التي كانت تعمل كأخصائية اجتماعية في ملجأ للنساء. كان والدها النحات إكهارت ديتز، الذي توفي في عام 2019. بعد تخرجها من مدرسة هولدرلين-جيمنازيوم في نويتنغن عام 2012، بدأت لانغ دراسة القانون، أولاً في جامعة هايدلبرغ ثم في جامعة هومبولت في برلين، لكنها انسحبت من الدراسة في عام 2019 دون الحصول على شهادة.

## استشهادات
1. 1 2   https://www.bundestag.de/abgeordnete#url=L2FiZ2VvcmRuZXRlL2Jpb2dyYWZpZW4vTC9sYW5nX3JpY2FyZGEtODYwMTMy&mod=mod862712&dir=ltr. {{استشهاد ويب}}: |url= بحاجة لعنوان (مساعدة) والوسيط |title= غير موجود أو فارغ (من ويكي بيانات) (مساعدة)
2. ↑   https://www.bundestag.de/abgeordnete/biografien/L/lang_ricarda-860132. اطلع عليه بتاريخ 2021-10-25. {{استشهاد ويب}}: |url= بحاجة لعنوان (مساعدة) والوسيط |title= غير موجود أو فارغ (من ويكي بيانات) (مساعدة)
3. ↑   https://www.spiegel.de/politik/parteitag-der-gruenen-ricarda-lang-und-omid-nouripour-zu-gruenenchefs-gewaehlt-a-e841a559-61cf-466f-bf67-2808d7be40e9. {{استشهاد ويب}}: |url= بحاجة لعنوان (مساعدة) والوسيط |title= غير موجود أو فارغ (من ويكي بيانات) (مساعدة)
4. ↑   https://www.bundestag.de/abgeordnete/biografien/L/lang_ricarda-860132. اطلع عليه بتاريخ 2022-05-29. {{استشهاد ويب}}: |url= بحاجة لعنوان (مساعدة) والوسيط |title= غير موجود أو فارغ (من ويكي بيانات) (مساعدة)